# پسر مدیر یتیم‌خانه
پسر مدیر یتیم‌خانه (به انگلیسی: The Orphan Master's Son) نام رمانی اثر نویسنده آمریکایی، آدام جانسون است که برای اولین بار در سال ۲۰۱۲ توسط انتشارات راندوم هاوس به زبان انگلیسی در آمریکا منتشر شد.
شخصیت اصلی داستان، پاک جون دو، یک یتیم است که در کشورش، کره شمالی، زندگی می‌کند.

## جوایز و افتخارات
- ۲۰۱۲ نامزد جایزه ملی حلقه منتقدان کتاب[۶]
- ۲۰۱۳ برنده جایزه پولیتزر برای داستان[۷]

## ترجمه به فارسی
- عنوان: پسر مدیر یتیم‌خانه؛ ترجمه پگاه ملکیان. (تهران: انتشارات میلکان، ۱۳۹۶) شابک: ۹۷۸۶۰۰۷۸۴۵۸۳۷[۸]
- عنوان:پسر سرپرست یتیم‌خانه؛ ترجمه محمد عباس‌آبادی. (تهران: کتاب سرای تندیس، ۱۳۹۶) شابک: ۹۷۸۶۰۰۱۸۲۲۵۰۶[۹]